# 경인방송의 텔레비전 프로그램 목록
다음은 경인방송의 텔레비전 프로그램을 가나다순으로 나열 및 정리한 것이다.
- 표기 방식
  - 장르 프로그램 제목 (방송 기간)

- 장르 구분

| S  | 보도 · 시사        |
| I  | 교양               |
| DO | 다큐멘터리         |
| V  | 연예 · 오락 · 예능 |
| M  | 음악               |
| Q  | 퀴즈               |
| DR | 국내 드라마        |
| F  | 외화 드라마        |
| AN | 만화 · 애니메이션  |

## ㄱ
- M 가요 핫 3 빅 10 (97.10.20 ~ 98.9.6/2001.2.5 ~ 2001.3.25)
- M 가요순위 쟁탈전
- DR 가족 (97.10.13 ~ 98.1.27/98.11.16 ~ 99.4.16)
- V 가족쇼 TV는 힘이 세다!
- V 감각충전 일요대장정
- I 감동특급 세권의 앨범
- I 강원래의 미스터리 헌터
- I 건강스튜디오 21
- I 건강 25시
- I 게릴라 리포트
- V 게임 매거진
- V 게임엔진
- V 게임월드 명승부 베스트
- V 결정! 후계자
- S 골프 라이브
- S 골프 매거진
- S 골프 스페셜
- DR 공회장네 식구들
- I 광고세상
- AN 구라스의 캐릭터쇼
- V 국토체험 서바이벌 청춘예찬
- S 굿모닝 골프박사
- S 굿모닝 머니 뱅크
- DR 그래서 이웃사촌
- V 금요 코미디쇼
- V 김도향의 굿나잇쇼
- V 김도향, 송채환의 기분좋은 아침
- F 김민의 독행시위
- I 김승현의 토요 화제만발
- I 김하진, 심신행의 행복요리 → 김하진의 행복요리
- V 김학도, 배칠수의 유머펀치 → 김학도의 유머펀치
- V 김형곤쇼 (1999.9.16 ~ 2000.1.13/2000.11.3 ~ 11.24)

## ㄴ
- I 내 사랑 인천
- F 내일 뉴스
- I 네트워크 광장
- V 노노토크
- F 노방유희

## ㄷ
- F 다이노토피아
- F 다크 스카이
- I 다큐 인류탐사
- DR 닥터! 닥터!
- I 당신의 채널
- F 대탐험 로스트 월드
- M 댄스댄스 대격돌
- I 도전! 나도 사장님
- M 도전! 내일은 스타
- V 도전! 넷포츠
- I 도전! 성공 만들기
- M 도전! 트로트 챔프

## ㄹ
- F 라벤더
- M 라이브 라이브
- M 라이브 라이브 콘서트
- M 라이브 파크
- DR 러브 러브
- F 러브 스톰
- F 러브 인 그리스
- F 레릭헌터 시드니
- F 레릭헌터 시드니 2
- I 르포 시대공감
- I 르포 52
- I 르포 인사이드
- DO 리얼다큐 승부
- I 리얼드라마 - ROCK(록)달리다
- I 리얼드라마 - 댄스불패
- I 리얼드라마 - 디비딥밴드
- I 리얼드라마 - 파랑새는 있다
- I 리얼쇼 지금은 제작중
- I 리얼스토리 실제상황
- I 리얼TV - 경찰24시
- I 리얼TV - 나쁜 아이들이 달린다!
- I 리얼TV - 나쁜 아이들의 세상보기
- I 리얼TV - 밀착! 현장르뽀
- I 리얼TV - 생명전선
- I 리얼TV - 웃기는 아이들의 희망 대장정!
- I 리얼TV - 차이나 스페셜
- I 리얼TV - 타임캡슐 1999
- I 리얼TV - 특명! 나쁜 아이들의 아시아 횡단!
- I 리얼TV - 휠체어 유럽횡단 새로운 승리를 위하여!
- I 리얼TV - VJ 리포트
- DR 립스틱

## ㅁ
- I 마법의 성
- M 마이크를 잡아라
- DR 만남을 위한 두개의 변주곡
- I 만보 지그재그
- S 메이저리그가 보인다!
- S 메이저리그 매거진
- S 메이저리그 스페셜
- I 명계남의 시추에이션 TV - 제3의 눈
- I 명계남의 라이브 - 위험한 55분
- V 무비쇼 영화가 좋다
- V 무비스페셜
- M 뮤직로드쇼
- M 뮤직박스 아름다운 세상 -> 뮤직박스
- M 뮤직i랜드
- M 뮤직쇼 악바리클럽
- M 뮤직n조이
- M 뮤직통신
- F 뮤턴트 X
- F 뮤턴트 X2
- I 미스터리극장 위험한 초대

## ㅂ
- V 박철의 연예로드쇼
- F 베이워치
- F 베이워치 나이트
- F 보이 & 걸
- M 붐붐! 체감 가요 쇼

## ㅅ
- F 사라진 왕국 아트바라
- I 사랑릴레이 함께하는 세상
- F 사랑의 향기
- F 사이버 수사대 레벨 나인
- F 서바이벌 로봇대전
- I 섹션정보 해피데이
- V 생방송 공짜로 드립니다
- I 생방송 모닝데이트
- I 생방송 세상을 연다
- I 생방송 아이포유 5시
- V 생방송 이성미의 색다른 쇼
- V 생방송 건강합시다
- I 선택! 행복한 아침
- I 성공예감 카운트다운
- V 성인가요 베스트 30
- DO 수요 무비 다큐
- M 슈퍼라이브 스페셜
- M 슈퍼콘서트
- M 스타 뮤직쇼
- M 스타 핫 3 빅 10 (98.10.10 ~ 99.1.9/2001.4.8 ~ 2001.10.28)
- F 스파이 게임
- F 스페셜 유닛
- AN 신나는 TV팡팡
- F 新 판관 포청천
- S 실속만점 TV부동산
- V 씨네포유 영화가 좋다

## ㅇ
- F 아마존
- F 아파트
- I 애완동물은 내 친구
- F 애정백서
- F 안개비연가
- DO 야생동물의 세계
- V 야호! 학교가자
- F 언더커버
- F 여검시관 닥터 조던
- V 연예로드쇼 - 하이파이브 (주중)
- V 연예로드쇼 - 해피선데이 (주간)
- V 연예세상 - 데일리 엔터테인먼트 (주중)
- V 연예세상 - 위클리 엔터테인먼트 (주간)
- V 연예통신
- I 열강! 젊은 그대
- V 열전! 가수왕
- V 열전! 게임챔프
- I 오감만족! 웰빙 세상
- I 와글 와글 우리학교
- F 와이키키 미스터리
- F 워 아이 니
- S 월드 스포츠
- S 유럽축구 매거진
- DR 육젓
- M 윤상의 이밤을 사랑해
- M 윤상의 라이브 클럽
- S 윤은기의 성공탐험
- I 으랏차차 아줌마
- I 이숙영의 해피데이
- M 이상벽의 가요중심
- V 이야기 쇼 즐거운 아침
- S 이형석의 돈을 법시다
- I 인생극장 오 마이 갓!
- I 인체탐험 야호야호
- F 일루젼
- DO 일터와 사람들

## ㅈ
- V 자니윤의 What's Up!
- V 자니윤의 나이트쇼
- V 재미접속 두 친구
- F 제로드
- AN 조정린, 불독의 캐릭터왕국
- AN 조정린, 구라스의 캐릭터쇼
- M 주부 가요챔프

## ㅊ
- V 찬스타임! 행운을 누르세요
- F 천사의 손길
- F 청년 판관 포청천
- I 청소년 논픽션 드라마 비상구
- F 첸 카이거의 여포와 초선
- M 추억의 우체통 그리운 사람에게
- V 출동! 사랑의 1004
- V 출동! 일요일 11시
- DR 친구
- V 최양락의 코미디쇼
- V 최양락, 이봉원의 금요천하
- V 최양락, 이봉원의 소문만복래

## ㅋ
- V 컬트삼총사의 사랑 특종
- V 코미디쇼 4막 5장
- DR 코스모스
- Q 퀴즈쇼 무한대결
- Q 퀴즈쇼 베스트 5
- Q 퀴즈쇼 인천상륙작전
- Q 퀴즈특급 골드러시
- F 킹덤 판타지
- DR 크리스마스를 기억하세요?

## ㅌ
- I 탄력있는 아침
- I 터치 iTV
- V 테마격돌 60분
- M 테마콘서트 만남
- V 토요접속 감각지대
- F 토탈리콜
- I 통일마당 남남북녀
- S 특급증권정보
- F 특명 비밀요원
- I 특종르포
- M 트로트 스타쇼

## ㅍ
- M 파워 클릭 가요베스트
- M 파워 핫 3 빅 10
- M 팝스 투게더
- DO 포크멘터리 광장
- I 폴리스 스토리 COPS

## ㅎ
- F 하이랜더
- V 한국영화 초대석
- DR 해바라기 가족
- DR 헬로우! 닥터
- I 행복초대 즐거운 저녁
- DR 행복할 수 있다면
- F 허슬
- V 허참의 행복이 있는 밤
- I 현장다큐 여기 이사람
- F 협녀 틈천관
- DR 화수동 산 8번지
- F 황비홍
- F 황제의 딸
- F 황제의 딸 2
- F 황제의 딸 3
- F 회옥공주

## 숫자 또는 영문
- M DMZ (Daily Music zone)
- V DVD 무비컬렉션
- V iTV 게임스페셜
- V iTV 금요시네마
- S iTV 뉴스
- S iTV 뉴스10
- S iTV 로컬635
- S iTV 로컬투데이
- V iTV 목요시네마
- S iTV 수도권뉴스
- S iTV 스포츠
- S iTV 스포츠투나잇
- M iTV 실크 콘서트
- S iTV 아침뉴스
- S iTV 일요뉴스
- V iTV 일요시네마
- V iTV 월요시네마
- M iTV 젊음의 음악축제
- S iTV 토요뉴스
- V iTV 토요시네마
- S NBA 위클리
- M TOP 10 쇼
- I TV 동의보감
- I TV 요리천국
- S WCW 프로레슬링
- S WWF 프로레슬링
- S WWE 스맥다운
- S WWE 히트
- V 1050 정면승부
- F 24시간
- V 3일간의 사랑
- DR 5분 시네마

## 같이 보기
- 경인방송
- OBS경인TV의 텔레비전 프로그램 목록